# Belgisch kampioenschap jumping 2009
Het Belgisch kampioenschap jumping 2009 werd op 23 augustus georganiseerd in Kapellen. Lieven Devos (met Myra) versloeg in de barrage Jules Van Roosbroeck (met Cabriolet Z.)

## Eindstand
| Plaats | Naam                  | Paard        | Strafpunten   |
| ------ | --------------------- | ------------ | ------------- |
| Goud   | Lieven Devos          | Myra         | 8 (5)         |
| Zilver | Jules Van Roosbroeck  | Cabriolet Z. | 8 (9)         |
| Brons  | Rik Hemeryck          | Quarco       | 9             |
| 4      | Gudrun Patteet        | Taxi         | 12            |
| 4      | Dirk Demeersman       | Phaline      | 12            |
| 4      | Jan Montmans          | Vacant       | 12            |
| 7      | Niels Bruynseels      | Carpalo      | 13            |
| 8      | Kim Thiry             | Lancaster    | 16            |
| 8      | Gilbert De Roock      | Lestor Vador | 16            |
| 8      | Maurice Van Roobroeck | Dylano       | 16            |
| 8      | Joris Vergauwen       | Precious     | 16            |
| 8      | Patrik Spits          | Withney      | 16            |
| 13     | Christophe David      | Antarctica   | 19            |
| 14     | Marc Van Dyck         | Wendelina    | 24            |
| 15     | Sven Van Dyck         | Vainquer     | 25            |
| 16     | Frederik Cattebeke    | Queros       | uitgeschakeld |
| 17     | James Peeters         | Cru d'Avril  | uitgeschakeld |

American football · Atletiek (indoor · outdoor · 10 km · 1/2 marathon · marathon · veldlopen · meerkamp) · Autosport (rally) · Badminton · Basketbal (heren · dames) · Baseball · Beachvolleybal · Biljart (driebanden) · Dammen · Futsal · Gymnastiek (acro · trampoline) · Handbal (heren · dames) · Hockey (heren · dames) · IJshockey · Korfbal (zaal · veld) · Krachtbal · Kunstschaatsen · Motorcross (trial · zijspan) · Schaatsen · Schaken · Snooker · Squah · Strandvoetbal · Triatlon (sprint · middenafstand · olympische afstand · mixed relay · ploegen · cross) · Voetbal (heren · dames) · Waterskiën (racing) · Volleybal (heren · dames) · Wielrennen (tijdrijden · weg · piste · gravel · veld · mountainbike · BMX) · Zaalhockey (heren · dames) · Zaalvoetbal